# Menetia alanae
Menetia alanae — вид сцинкоподібних ящірок родини сцинкових (Scincidae). Ендемік Австралії.

## Поширення і екологія
Menetia alanae мешкають на заході регіону Топ-Енд на Північній Території, а також на островах Тіві та на острові Ґрут-Айленд. Вони живуть в прибережних лісах і рідколіссях, серед лісової підстилки.